# Miranda de Azán
Miranda de Azán ist eine westspanische Gemeinde (municipio) mit 447 Einwohnern (Stand: 2024) in der Provinz Salamanca in der Region Kastilien und León. Neben dem Hauptort Miranda de Azán gehören zur Gemeinde die Ortschaften Aldeagallega und Aldeanueva, den Siedlungen (Urbanizaciónes) Los Guijos und Las Liebres sowie der Wüstung Torrecilla.

## Lage und Klima
Die ca. 825 m hoch gelegene Gemeinde Miranda de Azán befindet sich im Süden der altkastilischen Hochebene (meseta). Die Stadt Salamanca ist knapp acht Kilometer in nördlicher Richtung entfernt. Das Klima im Winter ist durchaus kühl; die geringen Niederschlagsmengen fallen – mit Ausnahme der nahezu regenlosen Sommermonate – verteilt übers ganze Jahr.

## Bevölkerungsentwicklung
| Jahr      | 1970 | 1981 | 1991 | 2001 | 2011 | 2021 |
| Einwohner | 197  | 122  | 125  | 364  | 443  | 449  |

Das kontinuierliche Bevölkerungswachstum der Gemeinde basiert im Wesentlichen auf dem Zuzug der durch die Mechanisierung der Landwirtschaft und der Aufgabe bäuerlicher Kleinbetriebe arbeitslos gewordenen Landbevölkerung (Landflucht), die günstigen Wohnraum nahe der Großstadt Salamanca suchte.

## Sehenswürdigkeiten
- Christopheruskirche (Iglesia de San Cristóbal)

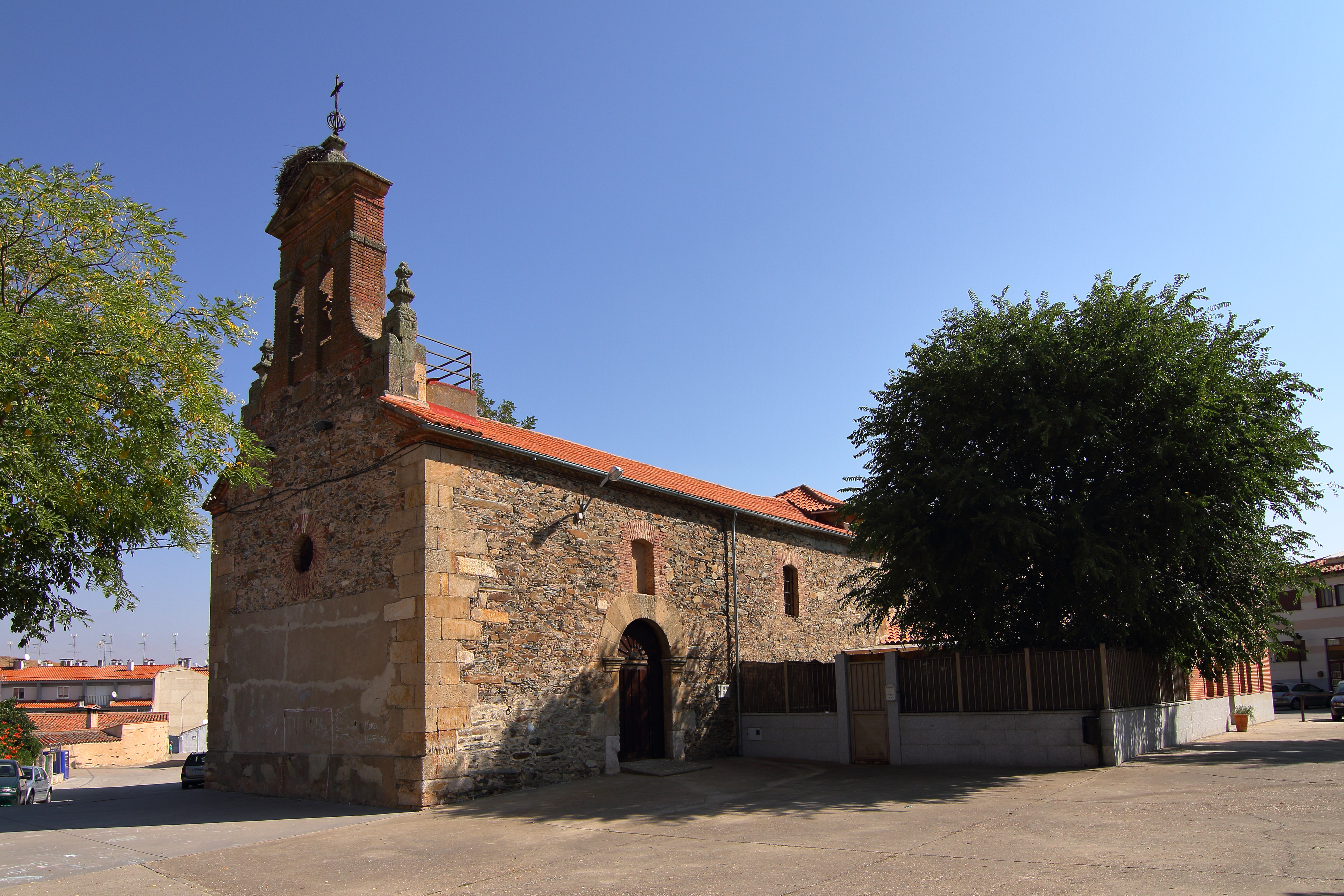
Christopheruskirche